# Líneas Aéreas Canarias
Lineas Aereas Canarias (LAC) war eine 1984 gegründete Fluggesellschaft die ursprünglich Verbindungen zwischen den Kanarischen Inseln sowie Madeira und Marokko anbot. Der Betrieb wurde 1985 aufgenommen und endete 1990.

## Geschichte

### Gründung
Lineas Aereas Canarias LAC wurde im Mai 1984 in einem Büro in der Avenida de Anaga 43, dem damaligen Hauptquartier der Consignataria de Buques Transbull Canarias S.A. von Joaquín Suñer Machado, gegründet.
Mitgründer waren kanarische Geschäftsleute unter anderem José Rivero und Mario Machado
Um ein AOC der spanischen Zivilluftfahrtbehörde zu erhalten, mussten 100 Millionen Peseten als Kapitalgrundstock hinterlegt werden.
Um diese Summe aufzubringen, wurde nach weiteren Partnern gesucht und unter anderem in der Person von Antonio Armas Fernández, Eigentümer der Reederei Lineas Armas auch gefunden. Armas Fernández wurde der Vorsitzende der Fluggesellschaft.

### Beginn des Betriebs
Der Betrieb wurde im September 1985 mit zwei Vickers Viscount (EC-DXU und EC-DYC) mit einer Kapazität von je 82 Sitzplätzen aufgenommen. Die Maschinen wurden von British Air Ferries zum Preis von je 100 Millionen Peseten übernommen und über die Infoleasing in Madrid zu 21,5 % finanziert.
Am Anfang wurde ausschließlich als Charterfluggesellschaft operiert, da das Monopol für Linienflüge bei Iberia und Aviaco lag. Die Ziele lagen auf Fuerteventura, Gran Canaria, Lanzarote und Teneriffa sowie Exkursionen für Touristen nach Marrakesch und Madeira.
Die Passagiere kamen von internationalen Pauschalreiseveranstaltern sowie von Scan Air, die mit LAC ihre Crew-Wechsel durchführten.
Im ersten Betriebsjahr wurden 120.000 Passagiere mit den zwei Vickers Viscount 802 Turboprops transportiert.

### Sprung nach Europa
Der Konkurs von Spantax 1988 eröffnete der Fluggesellschaft neue Möglichkeiten. Konsequent erweiterte LAC den Betrieb auf Ziele auf dem europäischen Festland. Die Vickers Viscounts wurden außer Betrieb genommen und fünf McDonnell Douglas DC-9-83/MD-83 mit 180 Sitzplätzen geleast.
Die Firma erweiterte seine Belegschaft für Management, Flugbesatzungen und Wartung.
Die Flugziele lagen nun hauptsächlich in Nord- und Mitteleuropa. In dieser Zeit stellte, nach Angaben von McDonnell-Douglas eine der DC-9-83 den Rekord für die meisten Flugstunden in einem Jahr auf.

### Betriebsende
1990 wurde die Firma von Meridiana Compañía Española de Aviación, S.A. übernommen und wurde ins Meridiana Projekt integriert. Eigentümer waren Shah Karim al-Hussayni, der vierte Aga Khan zusammen mit Universair aus der Matutes Gruppe und der Lufttaxigesellschaft Euravia.
Während 1990 und 91 wurde der größte Teil des Personals und der Flotte und die Meridiana Air übertragen.
Ziel war die Liberalisierung des spanischen Luftverkehrs zu nutzen. Die Gesellschaft startete mit den fünf DC-9-83 der LAC und weiteren vier BAe-146 und operierte auf internationalen Routen von Valencia und Barcelona aus. Als diese Versuche scheiterten, Linienflüge anzubieten kommerziell, schloss der Betrieb 1992.

## Flotte

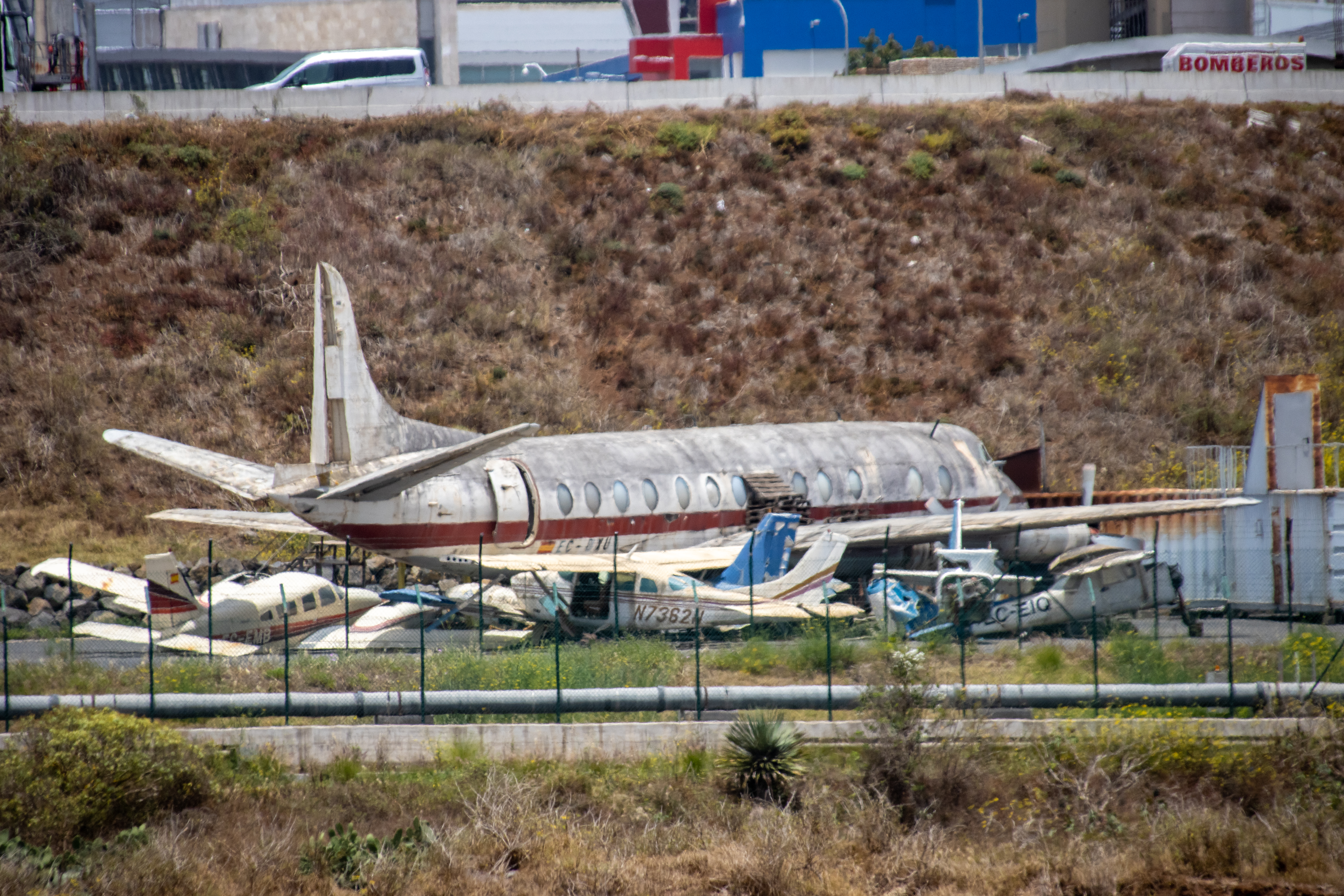
Die abgestellte Viscount 806 auf dem Flughafen Teneriffa Nord im Jahr 2020

Die LAC Flugzeuge mit Seriennummer:
- EC-DXU, Vickers Viscount 806
- EC-DYC, Vickers Viscount 806
- EC-EFU, DC-9-83, S.-Nr.: 1413
- EC-EJZ, DC-9-83, S.-Nr.: 1498
- EC-EKM, DC-9-83, S.-Nr.: 1502
- EC-EKT, DC-9-83, S.-Nr.: 1421
- EC-EMG, DC-9-83, S.-Nr.: 1538
- EI-BWD, DC-9-83, S.-Nr.: 1414

## Weitere Versuche, die Marke zu betreiben
Es gab einen Versuch, die Marke wiederzubeleben. Es wurde eine Boeing 727 Advanced von Safair gemietet, in den Farben der LAC lackiert und unter dem Luftfahrzeugkennzeichen EC-GKL zugelassen. Der Versuch war nicht erfolgreich und ein AOC wurde niemals erteilt. Das Flugzeug wurde nach drei Monaten der Besitzerin zurückgegeben.

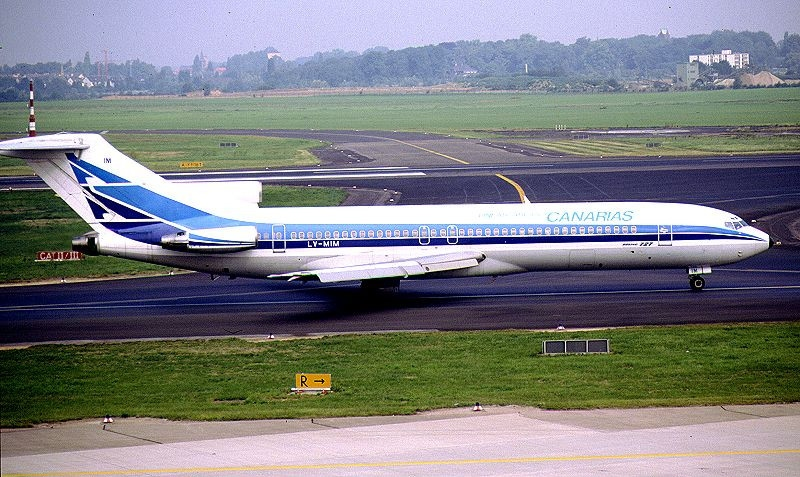

## Codes/Rufzeichen
- IATA code: L9
- ICAO code: LCN
- Rufzeichen: LAC

In Europa wurde überwiegend das Rufzeichen „Canarias“ verwendet. „LAC“ wurde nur im Bereich der Luftraumüberwachung der Kanaren eingesetzt.